# Добра Вода (Модрича)
Добра Вода је насељено мјесто у општини Модрича, Република Српска, БиХ. Према прелиминарним подацима пописа становништва 2013. године, насеље је имало три становника.

## Географија
Налази се на 262-368 метара надморске висине, површине 6,25 км2, удаљено око 20 км од општинског центра. Разбијеног је типа. Смјештено је на обронцима планине Вучијак, на четворомеђи општина Модрича,Дервента, Добој и Брод. Рјечице Плавуша и Каменица уливају се у Саву, а Добра вода у ријеку Љубиочу. У атару има неколико потока. Терен је брдовит, претежно обрастао буковом и грабовом шумом, са мало обрадивог земљишта.

## Историја
Археолошка истраживања показала су да је још у старијој прошлости преко Добре Воде водио путни правац од Подновља до Камена на Клакару и до ријеке Саве. У селу су пронађене двије оставе новца: илирско-грчких драхми, градова Apollonia и Dyrrachium (II вијек п. н. е.), и римских царских новаца из IV вијека.

## Становништво
Добра Вода је 1895. пописана као заселак села Дуго Поље; 1953. као засебно село, са 87 домаћинстава и 413 становника; 1971. - 234 становника; 1991. - 83 (80 Хрвата, један Србин и два Југословена); 2013. - три домаћинства и три становника. Према подацима са терена, 2016. у селу је живио један становник (из породице Летић). У селу су прије рата Одбрамбено-отаџбинског рата 1992-1995. живјеле породице: Бирчић, Долибашић, Дрнић, Дујић, Дуспара, Јерковић, Луцић, Љуберац, Мајсторовић, Мартић, Матијевић, Микулић, Рашић и Толић . Дио становништва одселио се у иностранство. Солунски добровољац био је Матија Мартић. У Другом свјетском рату страдало је 11 цивила. Мјештани су се углавном бавили пољопривредом. У Доброј Води је до рата 1992-1995. радила четворогодишња основна школа. Село има гробље и католичку Цркву Свете Ане, обновљену 2009. године. Електрифицирано је 1973, а становништво се снабдијевало водом са извора.
| Демографија | Демографија | Демографија |
| Година      | Становника  | Становника  |
| ----------- | ----------- | ----------- |
| 1948.       | 382         |             |
| 1953.       | 413         |             |
| 1961.       | 332         |             |
| 1971.       | 234         |             |
| 1981.       | 113         |             |
| 1991.       | 83          |             |
| 2013.       | 3           |             |